# Mikao Usui
Mikao Usui (臼井甕男, Usui Mikao; Taniai, 15 augustus 1865 - Fukuyama (Hiroshima), 9 maart 1926) is een Japanner die gezien wordt als de herontdekker en grondlegger van de (zelf)genezende methode, die bekendstaat als Reiki. Usui was de grondlegger van de Usui Reiki Ryoho Gakkai; een stichting die de principes van de Reiki geneeswijze doorgeeft. Usui - Usui Sensei in Japan - is door het ontbreken van een eenduidige versie van zijn precieze levensloop, een schier mythologische figuur. Enkele hoofdpunten uit zijn levensloop komen in de uiteenlopende versies daarvan, echter steeds terug.

## Mikao Usui
Mikao Usui werd op 15 augustus 1865 geboren in het dorp Taniai (谷合村,Taniai-mura), een deel van de huidige stad Yamagata in de prefectuur Gifu. Zijn familie was welgesteld en leefde sinds elf generaties op deze plek. De vader van Usui heette Uzaemon, van zijn moeder is alleen haar familienaam Kawaai bekend. Usui groeide op in een gezin met vier kinderen, zijn ene broer Sanya werd dokter, de andere Kuniji politieagent. Usui had ook een zus Tsuru.
Usui’s familie was een ‘Hatamoto samoerai’, een hoog niveau binnen de samoerairangen. Het familiewapen bestond uit de Maan en Ster. Deze waren de symbolen van ‘Myoken Bodhisattva’: de iconen voor samoerai en de helmtekens van de Chiba’s. De voorvader van Usui, Toshitane Chiba genaamd heeft, in 1551 de stad Usui veroverd. Om zijn heldendaad te eren namen zijn afstammelingen de familienaam Usui aan.
Mikao Usui zelf verkreeg wereldbekendheid als de herontdekker en grondlegger van het ‘Usui Reiki genezingssysteem’. Het systeem steunt op twee pilaren. Enerzijds is het een methode van spirituele geneeskunst, het vormt de basis voor innerlijke rust voor de dakini. Anderzijds is het systeem een lering in de energetische medische praktijk. De techniek zelf is al enkele eeuwen oud en werd onder andere gebruikt als geneeskunde door Tibetaanse monniken.

## De kinderjaren
Usui werd op vierjarige leeftijd naar een Tendai boeddhistische school gestuurd nabij de Kurama-berg (de Paardenzadelberg) ten noorden van Kioto. Hij studeerde in zijn jeugd Kiko, de Japanse versie van Qigong. Dit is een gezondheidsdiscipline alsmede een genezende discipline gebaseerd op de ontwikkeling en het gebruik van levensenergie. Usui werd omschreven als een getalenteerde, hardwerkende student, die hield van lezen. Zijn kennis van medicijnen, psychologie en theologie van diverse godsdiensten was al spoedig zeer aanzienlijk.
Vanaf zijn twaalfde jaar beoefende Usui diverse oosterse krijgskunsten, waaronder Yagyu Ryu (Samoerai Zwaardmanschap). Op zijn vijfentwintigste bereikte hij Menkyo Kaiden, de hoogste graad in worstelen en wapentuig. Hierdoor kreeg hij naam en faam. Daarnaast was hij een uitmuntend student en zeer bedreven in de Kiko. Hij ging om met veel mensen uit spirituele kringen, zoals enkele bekende Japanners: Morihei Ueshiba (stichter van Aikido), Onasiburo Deguchi (stichter van Omoto-religie) en Toshihiro Eguchi (stichter van zijn eigen religie).

## Burgerlijk bestaan
Usui leerde veel invloedrijke mensen kennen door te reizen. Hij werkte als privésecretaris van Shinpei Goto, het hoofd van het Ministerie van Volksgezondheid. Later werd Shinpei Goto burgemeester van Kioto en bleef Usui zijn secretaris. Na enige tijd besloot Usui zaken te gaan doen in medische apparatuur. In deze periode trouwde Usui met Sadako Suzuki. Ze kregen twee kinderen: een zoon, Fuji (1908-1946), en een dochter, Toshiko (1913-1935). Het gezin woonde in Kioto.
Usui zette zijn studie omtrent spiritualiteit verder voort. Het was in deze tijd dat hij zich aansloot bij een spirituele groepering genaamd ‘Rei Jyutsu Kai’. Deze organisatie hield zich bezig met metafysica en bestaat tot op de dag van vandaag uit de meest spirituele monniken, nonnen en helderzienden. Hier leerde Mikao Usui veel over spiritualiteit en de connectie met healing, geneeswijzen en de uitwerking van het spirituele, mentale en emotionele lichaam op het fysieke lichaam. Door zijn opleiding binnen deze Rei-Jyutu-Ka begon de twijfel betreffende Kiko steeds sterker te groeien.
De ‘Rei Jyutsu Kai’ beweging had een centrum aan de voet van de heilige berg Kurama ten noorden van Kioto. Op die berg is een Boeddhistische tempel, Kurama-dera, waar een beeld staat van Amida Boeddha. De tempel was in die tijd eigendom van de Tendai sekte en was gebouwd in 770 na Chr. Kurama werd beschouwd als een krachtplaats en vele beroemde wijzen en zelfs de keizers plachten hiernaartoe te komen om te bidden. De tempel en omringende gebieden worden in hun natuurlijke staat bewaard en de berg zelf is het spirituele symbool van de Kurama-tempel. Er leiden treden van de tempel naar de voet van de berg, waar men kan zitten om te bidden en te mediteren. Er is een waterval in de buurt waar Usui zelf volgens zeggen vaak kwam mediteren.

## De spirituele weg
Rond 1900 heerste er een epidemie in de streek van Kioto. Ook Usui werd zeer ernstig ziek. Hij had een ingrijpende bijna-doodervaring waarbij hij in visioenen instructies kreeg van Mahavairocana Boeddha, de Grote Boeddha die een centrale plaats inneemt. Deze ervaring bracht Usui ertoe zich te heroriënteren op de betekenis van het leven. Het zou zijn leven voor altijd grondig veranderen. Vanaf dat moment ontwikkelde Usui interesse in de esoterische wetenschap van healing zoals die onderwezen werd door Boeddha. Uit compassie ontwikkelde hij de wens deze methode te mogen leren tot heil van de mensheid. Toen hij hersteld was van zijn bijna fatale ziekte, begon hij zijn ervaringen te bespreken met zijn familie en de familiepriester. Dezen waren geschokt en verbijsterd door Usui’s claim dat hij Verlichte Boeddha’s had gezien, en ze verzochten hem de tempel te verlaten.
Usui bleef echter vastbesloten het antwoord te vinden op zijn vragen over zijn visioen. Ten slotte ontmoette hij de Shingon-priester Bonze, die Usui's enorme spirituele potentieel meteen onderkende en hem als student onder zijn hoede nam. Zodoende werd Usui een toegewijde Shingon-Boeddhist. Zijn familie was hierdoor zeer geschokt en verbijsterd. Hij werd hierdoor verwijderd uit de familiestamboom. Tot op de dag van vandaag weigert zijn familie over hem te spreken. Zij zeggen dat het tegen de wil van hun voorouders is om zijn naam uit te spreken. Zijn dochter liet zelfs een clausule in haar testament opnemen dat haar vaders naam nooit in haar huis mocht worden uitgesproken.
Usui spendeerde intussen veel tijd en geld aan het verzamelen en bestuderen van boeddhistische geschriften om zijn nieuw ontdekte spirituele pad te volgen. In het bijzonder bestudeerde hij de boeddhistische healingtechnieken en energetische disciplines die gefocust waren op het gebruik van 'Ki'. Aangezien Kioto vele grote en uitgebreide boeddhistische bibliotheken en kloosters heeft met verzamelingen antieke teksten, is het zeer waarschijnlijk dat Usui daar veel onderzoek heeft gedaan.
Nog iets opmerkelijks; rond de eeuwwisseling was hands-on-healing of Teate zeer populair in Japan. Toschihiro Eguchi was een zeer goede vriend van Mikao Usui. Ze studeerden samen in de jaren 20. Toshihiro Eguchi stichtte de Tenohira Ryoji Kenkyu kai of het Hand Healing Research Center.
Mikao Usui is nooit arts geweest naar westers model; wel werd hij een ‘Zaike Tendai priester’, dit volgens de studenten van Suzuki san. Dit betekent dat Usui bij de familie kon blijven wonen zonder te moeten verblijven in een tempel, zoals normaliter wordt verwacht van priesters. Vanaf het ogenblik dat Usui een “zaiki“ werd, beweert men dat hij de boeddhistische naam Guoho, Gyohan of Gyotse aannam.

## Speurtocht
In 1921 besloot Mikao zich voortaan bezig te houden met spiritualiteit. Hij trok zich terug in het Tendai-klooster op de berg Kurama en liet zich inwijden tot Tendai-monnik. Tijdens zijn verblijf in het Tendai-klooster kreeg hij onder meer Isyuguo-trainingen. Terwijl hij in het klooster verbleef, las hij ook de Tibetaanse Tantra Lotus Sutra. Hierin stond een symboolformule waarmee de techniek om Reiki te gebruiken geleerd kon worden. Maar de tekst was ruim 2500 jaar oud en moest op de juiste wijze geïnterpreteerd worden om gebruikt te kunnen worden voor heling. Deze interpretatie was verloren gegaan.
Hij begon ook andere stromingen te bestuderen, zoals het Hindoeïsme, Zoroastrisme, Shintoïsme, Shugendo en het Boeddhisme. Vooral in het Boeddhisme verdiepte hij zich grondig. In de oude teksten wordt immers melding gemaakt van het vermogen van de Boeddha om, net als Jezus later, zieken te genezen. Hij bezocht een groot aantal kloosters. Hij leerde gaandeweg eerst Chinees en vervolgens Sanskriet en Pali om oude, nooit vertaalde teksten te kunnen lezen. Uiteindelijk vond hij aanwijzingen in lessen van de Boeddha, die in Sanskriet zijn opgetekend, over diens wijze van genezen. Dit was voor hem een doorbraak.
Mikao Usui had zijn antwoorden gevonden. Maar wijsheid bezitten zonder de kracht om die toe te passen, is als het scheppen van water met een vergiet. Je weet dat je iets hebt gevonden, maar je kunt er geen grip op krijgen. Om de volledige kennis over de genezende kracht, de transformatie en de manifestatie daarvan te kunnen bewerkstelligen, moest hij een bewustzijnsverruimende ervaring doormaken. Deze originele manuscripten (meer dan vijftig) worden tot de dag van vandaag achter slot en grendel in een kapel van het Vaticaan verborgen gehouden.
Na een gesprek met de oudere abt van het klooster, Usui's mentor, besloot Usui om de "sluitsteen" van zijn speurtocht te gaan zoeken op de berg Kurama door te gaan mediteren, vasten en bidden. Tijdens deze 21-daagse Isyuguo-training beoefende Usui een zeer bijzondere meditatie, namelijk de "Morgenstermeditatie" (gumonji-ho), een esoterische meditatievorm.
Hij mediteerde 16 uur per dag en begon in de vroege uren met een 'wandelende meditatie'. Mediterend liep Usui van het klooster naar een plaats waar hij heel de dag in meditatie verbleef. 's Avonds keerde hij, nog steeds mediterend, naar het klooster terug. Het was tijdens een van deze Isyuguo-trainingen op deze berg (de dagen telde hij door het dagelijks weggooien van een steentje) dat er hem iets vreemds gebeurde. Tijdens het beoefenen van de Repentenance Lotus Meditatie werd zijn hoofd gevuld met een groot spetterend licht. Daarbij ontving hij de energie om niet alleen zichzelf te healen, maar ook andere mensen, zonder zelf aan energie te hoeven verliezen. Voor hem was dit een zeer betekenisvolle inwijding.

## Opzetten van zijn systeem
In april van het tiende Taishojaar (1922) stichtte Usui Sensei de ‘Usui Reiki Ryoho Gakkai’, ook wel de Usui Reiki Heelmethode Leersociëteit genoemd. Hij opende zijn eerste kliniek in Aoyama, Tokio waar hij Reiki praktiseerde en voor een groot publiek workshops gaf. Het onderwijs van Usui Sensei was in hoofdzaak gericht op het bereiken van verlichting, het één worden met de bron. De healingtechnieken maakten deel uit van zijn spirituele systeem. Het uitvoeren van behandelingen was daar slechts een onderdeel van.
Usui opende zijn eerste studiecentrum in Harajuku, een buitenwijk van Tokio. De school was zijn thuis, het had een grote zaal die hij voor samenkomsten en onderwijs gebruikte. Zijn onderwijs was een ware spirituele leer die gebaseerd was op de Gokai (de Reikiprincipes) en het leiden van een fatsoenlijk leven.
In de jaren daarna wijdde hij zich aan het doorgeven van het systeem, dat officieel nog geen naam had. Usui verwees ernaar als ‘methode om persoonlijke perfectie te bereiken’. Gedurende zijn studie van het Shinto en het Mahayana Boeddhisme kwam hij eveneens in aanraking met Reiju (energieopbouwende methode) en Hatsurei-ho (reiniging voor lichaam en geest).
Usui ontwikkelde zeven opleidingsniveaus. Ze werden genummerd van zes (laagste niveau) tot nul (hoogste niveau). Usui werkte met een kleine handleiding. Hierin stonden geen handposities voor het behandelen van anderen, maar grondbeginselen, meditaties en Waka-poëzie. In het begin deed hij nog niets volgens vastgelegde handposities maar puur intuïtief op de plekken van onbalans en pijn. Toen hij begon te onderwijzen in Reiho, kwam hij erachter dat het nodig was instructies te geven volgens een bepaald patroon. Hij noemde deze de Usui Reiki Hikkei.
Interessant om weten is ook dat Usui zijn praktijk baseerde op een Tantra die later is toegevoegd aan de Bhaisajayaguru Sutra (de Helende Boeddha) - een van de laatste Sutra's die het Boeddhisme kent - en die de basis is geworden voor het Shingon-Boeddhisme. Ook haalde hij zijn inspiratie uit de Mahavairocana Sutra en de Dainichi-Kyo. Beide bronnen voor deze vaststelling sluiten elkaar niet uit, maar vermelden elkaar ook niet.
Op 1 september 1923, net voor de middag, worden Tokio en Yokohama getroffen door de extreem sterke Kanto-aardbeving van 7.9 op de schaal van Richter. Het epicentrum lag op 75 kilometer van Tokio. Er vielen meer dan 100.000 doden en een ontelbare hoeveelheid zwaargewonden. Tokio en Yokohama gingen aan vlammen ten onder. Het zou de geschiedenis in gaan als de grootste natuurramp aller tijden in Japan.
Gedurende deze noodsituatie werd Usui Sensei’s methode geprezen vanwege de verlichtende en helende werking voor de vele slachtoffers. Hij deed dit werk veelal gratis en gaf gedurende deze periode aan velen ‘Shoden’, het beginniveau van Reiki door, zodat ook zij konden helpen het grote aantal gewonden met Reiki te behandelen. Usui Sensei werd door deze successen met Reiki en zijn barmhartige en liefdadige handeling beroemd in heel Japan.
De behoefte aan Reiki was enorm. Usui opende grotere Reiki-klinieken en reisde heel Japan rond om over Reiki te vertellen en mensen in te wijden. Hij gaf zijn kennis door aan meer dan 2000 mensen en een aantal leidde hij op tot het Shinpiden-niveau, ofwel het leraarniveau. Allen waren ze boeddhist: vier marineofficieren, vijf boeddhistische nonnen, een christelijke marineofficier, namelijk Chujiro Hayashi; de rest bestond uit gewone burgers.
In 1924 kreeg Mikao Usui van de Japanse keizer de Kun San To, een onderscheiding voor zijn verdiensten tegenover zijn medemensen. In 1925 verhuisde hij met zijn kliniek naar Nakano, een buitenwijk van Tokio. Inmiddels reisde Usui Sensei heel Japan af om les te geven in Reiki. Het valt op dat hij vooral in marinebases kwam en een groot deel van zijn leerlingen uit het leger stamde. Mogelijk dat de grote mate van discipline een rol speelde. Mikao Usui was een vriendelijke en soms wat olijke man met een constante glimlach op zijn lippen. Hij had een ‘groot hart’ en dito buikje, en was altijd goed gemutst. Hij leefde en dacht niet in problemen maar in mogelijkheden en lessen.
Mikao Usui nam de leefregels over die de Japanse keizer Meiji opstelde met als doel innerlijke rust aan te leren als levensvervulling. De leefregels gaf Usui altijd mee aan zijn leerlingen; zij moesten deze elke dag lezen en naleven. Hij kreeg steeds grotere bekendheid en bij zijn huis stonden vaak mensen in de rij om door hem behandeld te worden. Mikao Usui richtte eerst een kliniek in Harajuka bij Tokio op, in april van het tiende Taisho-jaar (1921). Later opende hij ook klinieken in Nagano en Shizuoka. Ook richtte hij de Reiki-organisatie Usui Reiki Ryoho Gakkai op. De Japanse Reikibeweging wordt ook wel Usui Shiki Ryoho genoemd.

## Zijn overlijden
Tijdens een reis naar de stad Fukuyama werd Mikao Usui ziek en na korte tijd is hij op 9 maart 1926, in het vijftiende jaar van de Taisho-periode, overleden. Usui overleed in een herberg te Fukuyama aan een beroerte ten gevolge van een hartinfarct. Enkele uren vóór zijn overlijden was hij nog bezig healing te geven. Hij is begraven bij de boeddhistische Saihoji-tempel bij Tokio.
Op de begraafplaats van de Saihoji-tempel in Tokio lieten een paar van Usui’s studenten in 1927 een grote gedenksteen plaatsen, waarop het levenswerk van Usui Sensei is beschreven. Het is een grote steen, meer dan een meter breed en drie meter hoog. Naast de gedenksteen liet zijn zoon Fuji een grafmonument oprichten. Hier zijn ook Usui's vrouw Sadako, zijn zoon Fuji en zijn dochter Toshiko begraven.
Tot de erfenis die Usui heeft nagelaten hoort een gelakte houten doos, waarin zijn belangrijkste persoonlijke spullen zaten. Deze doos werd overgedragen aan de vader van de Tibetaanse Lama Yeshe. Deze pakte de Reiki-techniek op en droeg deze verder uit, daarbij steunend op de boeddhistische kanonieke geschriften. Met name de Tantra’s waren hierbij essentieel. Met andere woorden: wil je echt succesvol zijn als Reiki-beoefenaar dan dien je hierover kennis te hebben. Deze dingen staan opgetekend in de schaarse notities die Usui na zijn overlijden naliet:
1° De beoefenaar moet de bodhi-mind oproepen, de aspiratie naar Boeddhaschap.
2° Men moet zich openstellen voor de energetische krachten buiten ons.
3° Men moet zich binnen de overlevering of ‘lijn’ bevinden.
4° Men moet goede kennis hebben van de exoterie en esoterie van de Japanse geestelijke tradities.
Op deze wijze heeft Mikao Usui ervoor gezorgd dat een afwijking van de geaccepteerde leer van de Shingon- en Tendai-school niet mogelijk is zonder verlies van de term "Reiki" bij handopleggende en/of energie overdragende praktijken.

## Historische achtergronden
Historische opmerking: 1868, drie jaar na Usui’s geboorte, was een zeer belangrijke tijd in de Japanse geschiedenis, namelijk de wederopbouw van het Keizerrijk, de zogenaamde
“Meiji-restauratie”. Mutsuhito, die tot 1912 zou blijven regeren, betrad de keizerstroon en heeft voor het nieuwe regime de titel “Meiji” (= Verlicht Bewind) gekozen om het nieuwe tijdperk in de Japanse geschiedenis aan te geven.
Japan heeft in deze jaren de deuren naar de buitenwereld opengesteld. Het is belangrijk te weten dat vanaf 1641 voor meer dan tweehonderd jaar alle buitenlanders het land werden uitgewezen. Alleen Chinezen en Nederlanders hadden beperkte toegang tot de handelscentra in Nagasaki. Japanners mochten het land niet verlaten. Het Christendom werd illegaal verklaard en alle Japanners werden verplicht om zich bij een boeddhistische tempel aan te sluiten. Japanners die weigerden afstand te doen van hun christelijk geloof werden geëxecuteerd. Hetzelfde lot onderging een aantal Europese missionarissen die weigerden het land te verlaten.
De dakini van de berg Kurama worden in het Japans Boeddhisme voorgesteld als de twee bodhisattvas Maha-sthama-prapta (Mao-son) en Avalokiteshvara (Kannon); de derde is Vaisravana (Bishamon-Ten), een naam die we eerder tegenkomen in bepaalde scholen van het Hindoeïsme. Hen bij de praktijk van Reiki aan te roepen behoort tot de "tweede-graads-praktijk" die in het Japans Oku-den heet.
De dakini wordt onder andere door een grensoverschrijdend tantrist als Daniel Odier gelijkgesteld met de "wijsheid-energie" zoals dat in de Tibetaanse Tantrayana-geschriften wordt gegeven, en daardoor ook met de in die traditie bekende taras, de vrouwen van wijsheid en energie. De dakinis, zegt Odier, zijn de vitale archetypen die zich in de verborgen plaatsen van het bewustzijn en het lichaam ophouden, en die vanuit die statische positie voeding geven aan de instincten en de karmische energie.
Kiko is een helingsvorm, een Japanse variant op het Chinese Qigong, waarbij door meditatie, ademhalingstechnieken en langzame bewegingen de gezondheid wordt verbeterd. Men richt zich op de Ki, de levensenergie (in het Sankriet Prana) die zorgt voor de helende werking op het lichaam. De Ki-ko-techniek werkt met handoplegging en concentreert zich op de energetische banen. Op het einde van de behandeling is men vaak uitgeput doordat bij Kiko de eigen energie aangesproken wordt.
Isyuguo-trainingen houden in: 21 dagen bidden, vasten, mediteren op het grote Licht en het staan onder een kleine bergstroom, alwaar het water op de kruin stroomt om de kruinchakra te openen.
Shugendo betekent letterlijk 'Methode om buitengewone religieuze krachten te verwerven'.